# 安特罗
安特罗（法語：Introd，法語發音：[ɛ̃tʁo]）是意大利瓦莱达奥斯塔大区的一个市镇。总面积20平方公里，人口637人，人口密度31.9人/平方公里（2009年）。ISTAT代码为007035。